# 服部宇之吉

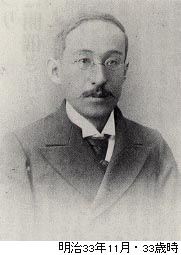
服部宇之吉

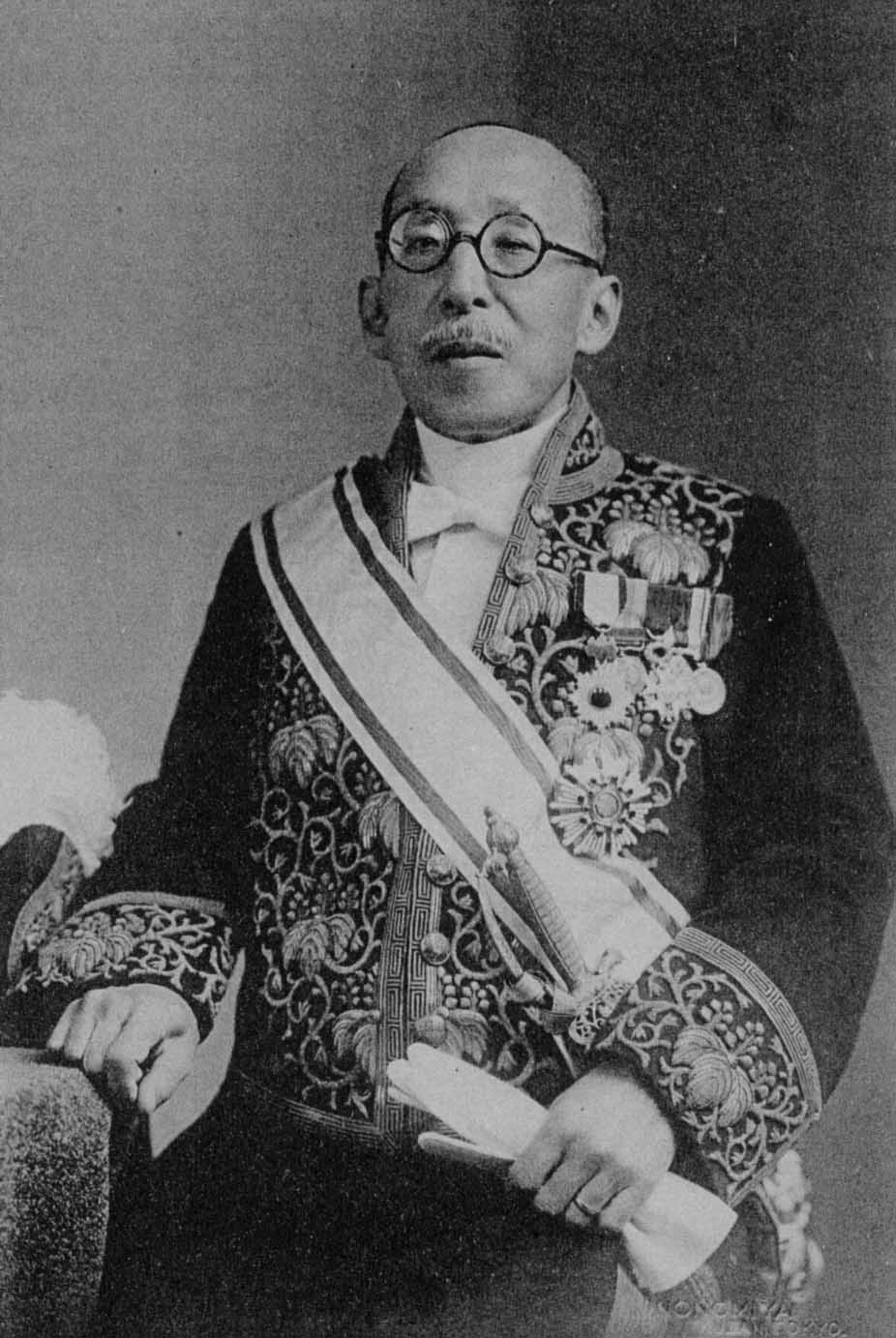
服部宇之吉（70歳）

服部 宇之吉（はっとり うのきち、慶応3年4月30日（1867年6月2日） - 昭和14年（1939年）7月11日）は、日本の中国学者。近代的な中国哲学研究の開拓者の一人。東京帝国大学教授、京城帝国大学総長、國學院大學学長、ハーバード大学教授、東方文化学院院長などを歴任。帝国学士院会員。現福島県二本松市出身。

## 生涯
1867年、陸奥国の二本松藩士の三男として生まれる。幼時に生母が早世し、戊辰戦争での父の戦死や自身の右眼失明など苦労を重ねた。1873年、養父の叔父一家と東京に移住、麻布小学校、共立学校に学ぶ。
1883年、大学予備門（後に第一高等学校）入学。1887年、第一高等学校卒業、帝国大学文科大学（後に東大文学部）入学。
1890年、帝大文科哲学科卒業。学長外山正一から濱尾新への推薦で文部省入り。この頃濱尾を媒酌人に、帝大教授島田重礼の三女・繁子と結婚。
1891年、役人の気風が合わないとして、文部省より仙台・第三高等学校教員に転職。1894年、三高の一時廃止により東京に引き揚げ。東京高等師範学校教授。1897年、文部大臣となった濱尾の推挽により文相秘書官ついで参事官兼任。1898年、文部大臣秘書官を辞任し再び東京高師教授。東大文科助教授兼任。
1899年、東大助教授専任。同年、文部省より清国・ドイツへの4年間留学を命じられる。1900年、清国留学中に義和団事件に遭遇。狩野直喜・柴五郎ら北京在留の日本人・日本軍とともに籠城し歩哨活動を経験。同年末にドイツに出発。1902年、ドイツ留学半ばで文部省の清国出張の命により帰国。東京帝大文科教授となり、文学博士が授与される。光緒新政下の北京に赴き、後に北京大学となる京師大学堂の速成師範館の総教習（師範学校長・教育学部長にあたる職）に任じられる。
1909年、帰国。清国より文科進士を授与。東大に復帰。支那哲学講座主任。
1915年、ハーバード大学日本講座教授として1年間儒教に関する講義を行う。このとき同行した姉崎正治とともに、後のハーバード燕京図書館の蔵書となる和書を寄贈する。
1917年6月22日、帝国学士院会員。
1923年、関東大震災により湯島聖堂焼失。服部は「聖堂復興期成会」を組織し再建に尽力（1935年落成）。聖堂仰高門の前に立つ「湯島聖堂」の石碑は服部の揮毫によるもの。
1924年、義和団賠償金を基金とする「東方文化事業」の中国（北京・上海）での研究所設置の下調査として訪中、各地で講演を行う。また日中共同の東方文化事業総委員会の副総裁となる。かつて義和団事件に関わったことから服部は特にこの活動に力を注いだ。
1924年、東大文学部長（ - 1926年）。1926年、京城帝国大学総長を兼任（ - 1927年）。1928年、東大を退官し名誉教授を授けられる。1929年、國學院大學学長（ - 1933年）。東方文化学院理事長および東京研究所（現・東京大学東洋文化研究所）長（ - 1939年）。
1933年、満洲国の鄭孝胥らと「日満文化協会」の創立に携わり理事に就任。
1939年、逝去。東京都文京区の護国寺に墓地がある。

## 栄典
- 1891年（明治24年）12月21日 - 従七位[7]
- 1897年（明治30年）2月10日 - 従六位[8]
- 1906年（明治39年）12月27日 - 従五位[9]
- 1909年（明治42年）4月20日 - 正五位[10]
- 1914年（大正3年）4月30日 – 従四位[11]
- 1919年（大正8年）6月30日 - 正四位[12]

## 業績
哲学科出身で西洋哲学やその方法論を学び、中国哲学や西洋論理学を講じた。一方で、研究対象は哲学よりも『儀礼』などの礼学、宗法・井田制などの制度史が中心だった。また「孔子教」という言葉を用いて儒教の宗教性を論じた。
上述の湯島聖堂の復興に携わるなど、斯文会の総務理事として同会を指導し、晩年には副会長となった。また日本弘道会の副会長も務めた。
宮内省御用掛・東宮職御用掛として、大正天皇・昭和天皇への進講や講書始、宮中の諸行事に従事した。
歴史上、「進士」に成った唯一の日本人である。（阿倍仲麻呂が進士に成ったかどうかは不確実である。）ただし、伝統的な科挙に合格したというわけではなく、清国が外国人への功労賞として授与していたものである。

## 家族・親族
妻の服部繁子は、島田重礼の三女であり、訪中時には秋瑾や西太后と交流し、宇之吉とともに中国における女学校の創設に携わった。
島田翰は妻の弟、安井小太郎（京師大学堂の同僚）は妻の姉の夫にあたる。

## 主要編著書
著書
- 『北京籠城日記』博文館、1900年
  - 『北京籠城日記 附 回顧録・大崎日記』服部宇之吉（非売品）、1926年。
  - 柴五郎 述、大山梓 編『北京籠城』平凡社東洋文庫、1965年。ISBN 4-256-80053-0。
- 『清国通考』（第一編）三省堂、1905年
- 『清国通考』（第二編）三省堂、1905年
  - 『清国通考 第1-2篇』大安〈中国学術研究叢書 5〉、1966年。
- 『東洋倫理綱要』京文社、1916年
  - 『改訂 東洋倫理綱要』京文社、1926年
  - 『新修 東洋倫理綱要』（3刷）、同文書院、1942年
- 『支那研究』京文社、1916年
  - 『支那研究』（増訂版）、京文社、1926年
- 『孔子及孔子教』明治出版社、1917年
  - 『孔子及孔子教』（改訂版）、京文社、1926年
- 『儒教と現代思潮』明治出版社、1918年
- 『支那の国民性と思想』京文社、1926年
- 『孔子教大義』冨山房、1939年

編著書その他
- 服部宇之吉 編『儒教要典』冨山房、1937年。
- 『漢文大系』（叢書の校訂と解題）冨山房、1909年（増補版・1972年）
- 『国訳漢文大成 四書孝経』（訳注）国民文庫刊行会、1923年 [18]
- 『詳解漢和大字典』（小柳司気太と共編）冨山房、1916年（修訂増補版・1954年など複数版あり、ISBN 4572000050）
- 『ABC引き日本辞典』（新渡戸稲造、井上哲次郎ほかと共編）三省堂、1917年
- 服部先生古稀祝賀記念論文集刊行会 編『服部先生古稀祝賀記念論文集』富山房。